# Mantikora bradavičnatá
Mantikora bradavičnatá (Manticora latipennis) je druh brouka náležející mezi svižníky. Žije v pouštích a polopouštích jižní části Afriky.
Je to robustní brouk s tělem dlouhým čtyři až sedm centimetrů a nápadně širokým, s pevnou vnější kostrou. Je černě zbarvený, povrch krovek je lesklý a pokrytý drobnými hrbolky, které mu daly druhové jméno. Rodové jméno je odvozeno od mantikory, příšery z perské mytologie.
Mantikora bradavičnatá je dravá ve stadiu larvy i dospělce. Larva číhá na kořist skrytá v zemi, kdežto dospělá mantikora je aktivním lovcem. Vede noční způsob života a orientuje se pomocí velkých očí. Nelétá, zato dokáže velmi rychle běhat; kořisti, kterou tvoří převážně různý rovnokřídlý hmyz, se zmocňuje pomocí masivních klešťovitých kusadel. Samci mají kusadla větší než samice a slouží jim také k držení partnerky při kopulaci.
Ve folklóru domorodců vystupuje mantikora bradavičnatá jako ztělesnění smrti. Jules Verne popsal tohoto brouka v románu Patnáctiletý kapitán.